# نیکولو بیانکی
نیکولو بیانکی (انگلیسی: Nicolò Bianchi؛ زادهٔ ۲۴ فوریهٔ ۱۹۹۲) بازیکن فوتبال اهل ایتالیا است.